# Korbinian Verlag
Der Korbinian Verlag ist ein 2015 gegründeter Buchverlag in Berlin, Deutschland.

## Geschichte und Programm
Der Verlag wurde 2015 von Katharina Holzmann, David Rabolt und Sascha Ehlert in Berlin gegründet. Er wurde nach dem Pfarrer und Pomologen Korbinian Aigner benannt. Als erste Veröffentlichung erschien die Novelle Das Nirvana Baby von Juri Sternburg.
Der Verlag ist bekannt für die Veröffentlichung der Debüts junger Autoren. Er veröffentlichte unter anderem Novellen, Manifeste, Romane, Gedichtbände, Anthologien und Bildbände, darunter Werke von Joshua Groß, Cemile Sahin, Paulina Czienskowski, Tom Kummer, Charlotte Krafft, Jan Wehn, Leonhard Hieronymi, Jan Koslowski, Christian Werner und Marius Goldhorn.
Im Jahr 2021 erhielt der Verlag den Hauptpreis des Deutschen Verlagspreises. In der Jurybegründung zu den Spitzenpreisträgern des Preises heißt es, die Kleinverlagserfolgsgeschichte beruhe auf „Gespür und Glück, vor allem aber auf unkonventionellen Ideen und einer programmatischen Schärfe. Gegen die Konventionen des Betriebs setzt der Verlag konsequent Engagement, Leidenschaft und einen kollaborativen Ansatz.“

## Auszeichnungen
- 2018 stand der Verlag auf der Shortlist des Berliner Verlagspreises.
- 2020 erhielt der Verlag den Deutschen Verlagspreis und 2021 den Hauptpreis des Deutschen Verlagspreises dotiert mit 60.000 Euro.[5]